# Орфей и Евридика
„Орфей и Евридика“ (на френски: Orphée et Eurydice; на италиански: Orfeo ed Euridice) е опера на германския композитор Кристоф Глук в 3 действия (5 картини), базирана на мита за тракийския певец Орфей.
Либретото е написано от италианския поет и либретист Раниери де Калцабиджи. Операта е поставена за първи път в Императорския театър във Виена на 5 октомври 1762 г., в присъствието на императрица Мария Тереза.
„Орфей и Евридика“ е първата от „реформаторските“ опери на Глук, в които той се опитва да замести сложните сюжети и свръхсложна музика на опера серия с „благородна простота“ в музиката и действието.

## История на написването
Глук започва да пише операта си „Орфей и Евридика“ на близо 50-годишна възраст, когато е вече прочут композитор с творчески актив от над 40 опери и диригент на придворната опера във Виена. Той отлично познава оперния жанр, навлязъл е в проблемите на оперното творчество и е намерил съмишленици за своите идеи, че оперното изкуство се нуждае от реформи, в лицето най-вече на известния по това време италиански поет и либретист Раниери де Калцабиджи. В своите нови творби, написани съвместно с Калцабиджи, Глук се стреми да постигне повече простота в музиката и сюжета, с по-малко виртуозно пеене и красиви мелодии, които често не съответстват на настроението на текста, а са повече израз на суета и желание на певците да блеснат. Според него действителното предназначение на музиката в операта е „да служи за засилване изразителността на поезията, без да става причина за прекъсване на действието, и да не го охлажда чрез излишни украшения…“.
Калцабиджи използва за основа сюжета на едноименната поема от Овидиевите „Метаморфози“. Първоначалното либрето е написано на италиански език, за което Глук композира и музиката. Впоследствие Глук преработва операта специално за Париж, като либретото на френски език е дело на Пиер Луи Молин. Пренаписването на операта за френската публика води и до други промени, напр. партията на Орфей вече не е за алт, а за тенор.
Първото изпълнение на „Орфей и Евридика“ е във Виена на 5 октомври 1762 г.
В България „Орфей и Евридика“ е поставена за пръв път в София на 30 септември 1927 г. под диригентството на Юрий Померанцев, в сценична реализация на Петър К. Стойчев. Първата (и към 2021 г. единствена) постановка на „Орфей и Евридика“ извън столицата е в Русенската опера на 19 декември 2014 г., по повод 300-годишнината от рождението на Глук. Сценичната версия е на режисьора Огнян Драганов, а диригент е италианецът Роберто Рега.

## Сюжет
Операта пресъздава популярния мит за Орфей, който се опитва да изведе от страната на мъртвите своята любима Евридика. Действието започва на гробницата на Евридика, където неутешимият Орфей излива в песен отчаянието си от загубата. Трогнати, олимпийските богове изпращат на земята бога на любовта Амур, който съобщава на певеца, че може да си върне Евридика, ако изпълни две условия: да успее с песните си да покори владетелите на подземното царство и след това през целия път, докато извежда оттам Евридика, да не я погледне нито веднъж. Обнадежден, Орфей взима лирата си и тръгва на път. Сюжетът проследява неговите премеждия в подземното царство. В мита Орфей не устоява на изкушението да погледне любимата си и Евридика остава в царство на Хадес. В операта Орфей, помнейки условието за спасяването ѝ, не я поглежда, но не ѝ обяснява защо. Евридика се радва да се завърне на земята, но не разбира постъпката му и я приема като знак, че той вече не я обича. Отказва да продължи, решавайки, че смъртта би била за предпочитане. Неспособен да издържи повече, Орфей се обръща и поглежда към Евридика; тя отново умира. Орфей излива скръбта си в известната ария Che farò senza Euridice? Амур връща Евридика към живота и тя и Орфей се събират отново. След балет от четири части всички пеят във възхвала на Амур (Trionfi Amore). Във версията от 1774 г. хорът (L'Amour triomphe) предхожда балета.

## Действащи лица
- Орфей (алт в първоначалната версия на италиански; при изпълнение на френската версия – тенор)
- Евридика (сопран)
- Амур (сопран)
- девойки, младежи, овчарчета, нимфи, фурии, духове и пр.